# Walter Ramsby
Walter Walentin Ramsby, född 29 november 1921 i Ljusne församling Gävleborgs län, död 14 april 2003 i Hudiksvall, folkbokförd i Harmånger , Gävleborgs län, var en svensk folkmusiker mest känd för att spela och tillverka pipor och andra udda blåsinstrument som kohorn. Han blev riksspelman 1965, på klarinett. Han var farbror till musikern Nino Ramsby.
Ramsby började som musikelev vid Göta artilleriregemente när han var 15, där han spelade trummor klarinett och saxofon, och var sedan i många år verksam som militärmusiker. På fritiden spelade han i populärmusikorkestrar av olika slag samt vikarierade i Göteborgs symfoniorkester.
Folkmusiken hade han från början med sig från fadern. Under tiden i Göteborg spelade han med folkmusiker från Härjedalen och började intressera sig för spelpipor, näverlurar och kohorn och började själv svarva pipor. 1970 flyttade han hem till Hälsingland, varifrån han blev en välkänd folkmusikprofil.
Ramsby tillhörde den första uppsättningen ledamöter i Hälsinge akademi. Hans liv finns skildrat i kortfilmen Pipmäster från 1983. I skivbolaget Sonets serie med folkmusik från tidigt 2000-tal ingår Walter Ramsbys inspelningar med horn och pipor ackompanjerad av ljud från naturen, ,som en av 30 CD-skivor.